# Vulnerabile (Luca Madonia)
Vulnerabile è un album discografico del cantante italiano Luca Madonia pubblicato nel 2006.

## Tracce
1. Vittima perfetta
2. Dimmi cosa sarà
3. Quello che non so di te
4. Cuore impolverato
5. Nights in White Satin
6. Come cambia il vento
7. Prendere o lasciare
8. Tu sei diversa
9. Io sono come sono
10. Vulnerabile

## Formazione
- Luca Madonia – voce, chitarra, programmazione, tastiera
- Andrea Gozzi – chitarra
- Francesco Calì – tastiera
- Toni Carbone – basso
- Ruggero Rotolo – batteria
- Fabrizio Federighi – tastiera, chitarra, basso
- Alessandro Pierini – programmazione, cori
- Roberto Federighi – batteria
- Nick Hepburn – chitarra
- Giampaolo Romania – tastiera
- Nicola Mei – chitarra
- Simone Franceschino – batteria
- Elisa Puccini – cori